# Europatitan eastwoodi
Europatitan eastwoodi es la única especie conocida del género extinto Europatitan, un dinosaurio saurópodo sonfospóndilo que vivió a mediados del Cretácico entre finales del Barremiense a principios del Aptiense, hace 125 millones de años en lo que es hoy Europa.

## Descripción
El ejemplar sobre el que se ha descrito la especie es uno de los saurópodos titanosauriformes más completos que se conservan de comienzos del Cretácico europeo. Los nueve caracteres autapomórficos que definen a E. eastwoodi  se refieren a detalles anatómicos de vértebras cervicales, estructuras laminares de la vértebra dorsal, y otros caracteres singulares de la escápula y costillas dorsales. Europatitan era un dinosaurio gigante con huesos de grandes proporciones: costillas dorsales de 210 centímetros de longitud; escápula de 165 centímetros de longitud y una vértebra dorsal de 70 centímetros de altura a pesar de estar incompleta. Las vértebras cervicales son notables por su neumatización extrema y por la gran longitud de su centro vertebral que llega a ser de 114 centímetros. Estas dimensiones permiten reconstruir un cuello extremadamente largo, tal como ocurre en los titanosauriformes Giraffatitan, Sauroposeidon y Erketu. Los paleontólogos hablan coloquialmente de estos animales como “dinosaurios jirafa”, pues hay varias hipótesis que proponen que  el cuello de estos dinosaurios podría disponerse casi vertical. Si esta posibilidad es correcta, la cabeza de Europatitan podría situarse a unos 16 metros por encima del suelo, de modo que este uno de los dinosaurios conocidos más altos de Europa. Los autores de la investigación también han estimado que sería uno de los más grandes en Europa: la longitud total sería de 27 metros, y su peso llegaría a las 35 toneladas.

## Descubrimiento e investigación
Solo contiene una especie, E. eastwoodi, cuyo nombre es un homenaje al actor y director de cine Clint Eastwood. Los fósiles proceden de la formación Castrillo de la Reina en el yacimiento del Oterillo II, en la Sierra de la Demanda, provincia de Burgos, España y se conservan en el Museo de Dinosaurios de Salas de los Infantes. Fue descrito por Fidel Torcida Fernández-Baldor, José Ignacio Canudo, Pedro Huerta, Miguel Moreno-Azanza y Diego Montero.

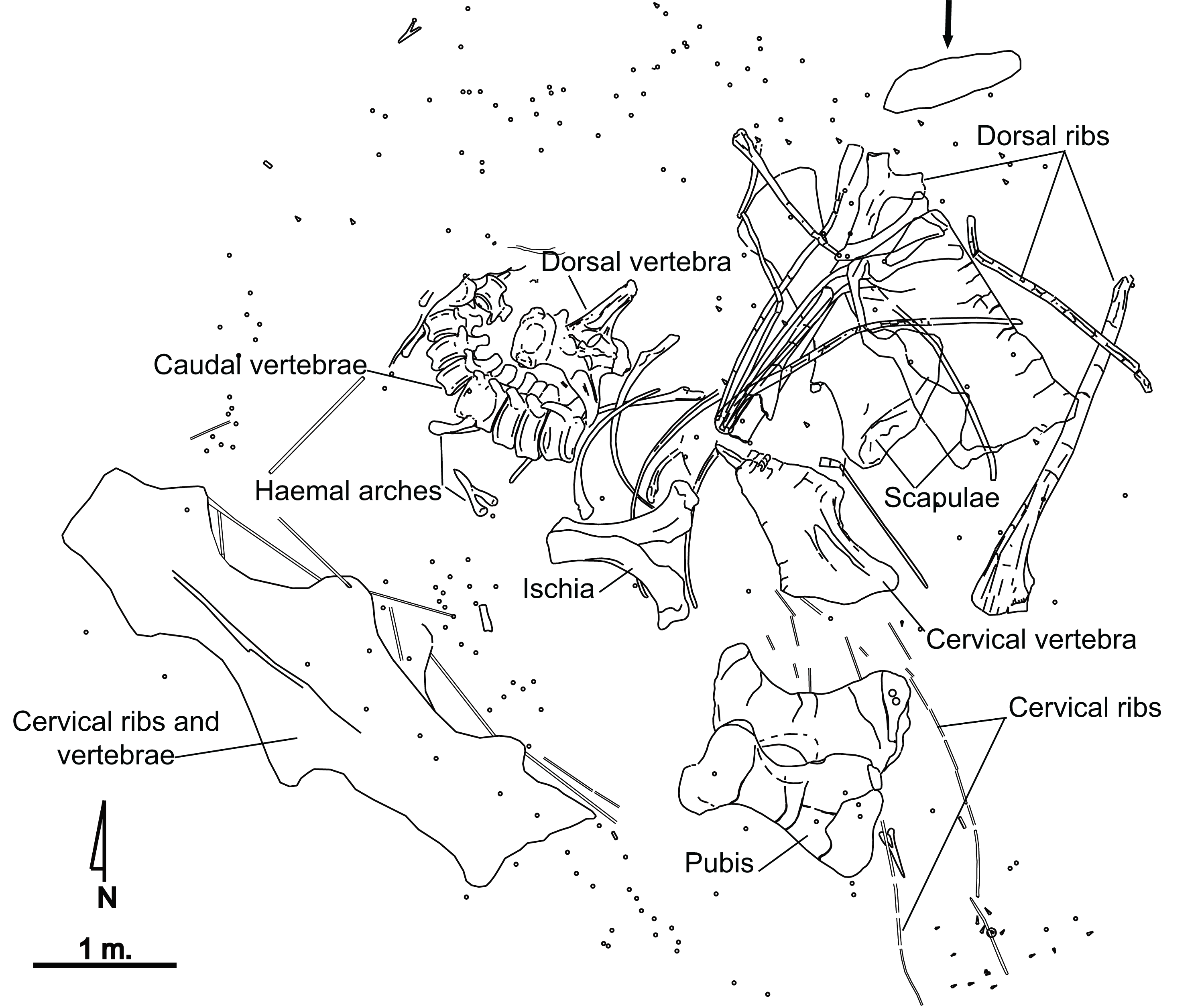
Mapa mostrando el hallazgo del espécimen parcial holotipo.

El yacimiento Oterillo II, situado entre Salas de los Infantes y Barbadillo del Mercado, Burgos fue objeto de 3 campañas de excavaciones entre los años 2004 a 2006, financiadas por la Junta de Castilla y León y la Fundación para el Estudio de los Dinosaurios en Castilla y León. Entre los principales elementos anatómicos recogidos se incluyen un diente, varias vértebras cervicales, una vértebra dorsal, varias vértebras caudales, costillas cervicales y dorsales, varios arcos hemales, las dos escápulas, un coracoides, dos metacarpos, los dos isquiones y los dos pubis.

## Clasificación

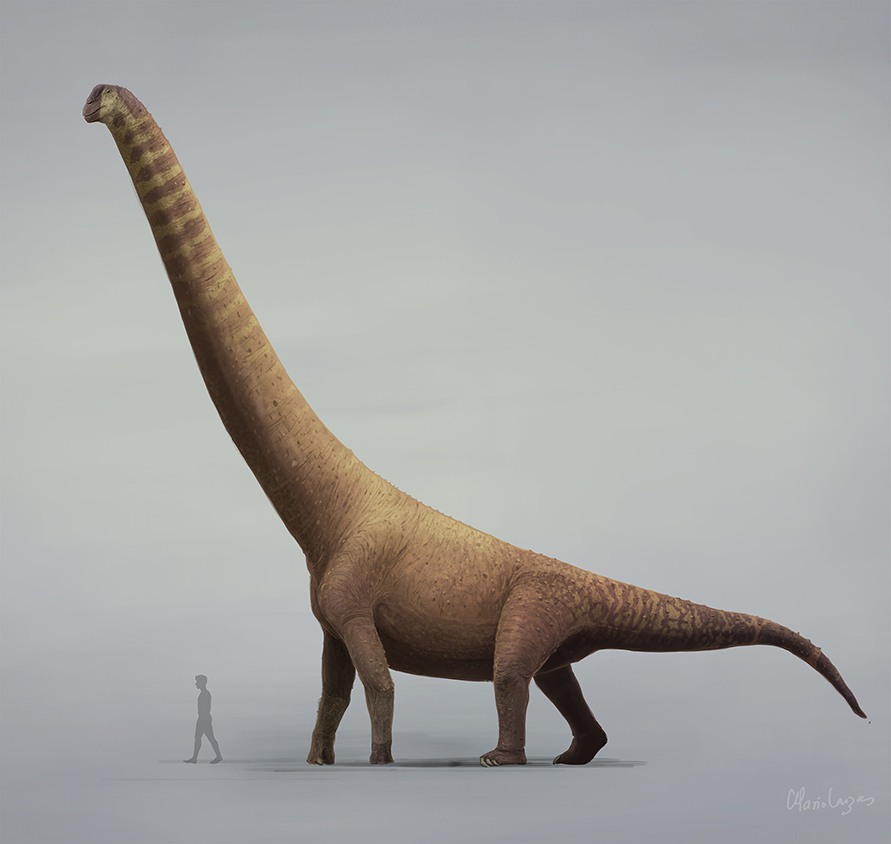
Reconstrucción de Europatitan

De acuerdo con la hipótesis filogenética, Europatitan sería uno de los sonfospóndilos más basales, en una posición cercana a Tendaguria y Sauroposeidon. La propuesta filogenética separa Europatitan de los braquiosáuridos y titanosaurianos. Europatitan ofrece nueva información sobre la dispersión inicial de los sonfospóndilos en el Cretácico Inferior de Laurasia que podría haber tenido lugar en Europa. Puede incluirse en la fauna "eurogondwánica" junto a otro dinosaurio de Burgos, Demandasaurus. El origen de estos dinosaurios se relacionaría con un proceso de intercambio de faunas de vertebrados que habría ocurrido al comienzo del Cretácico entre Gondwana y Laurasia.